# جایزه چهار آزادی

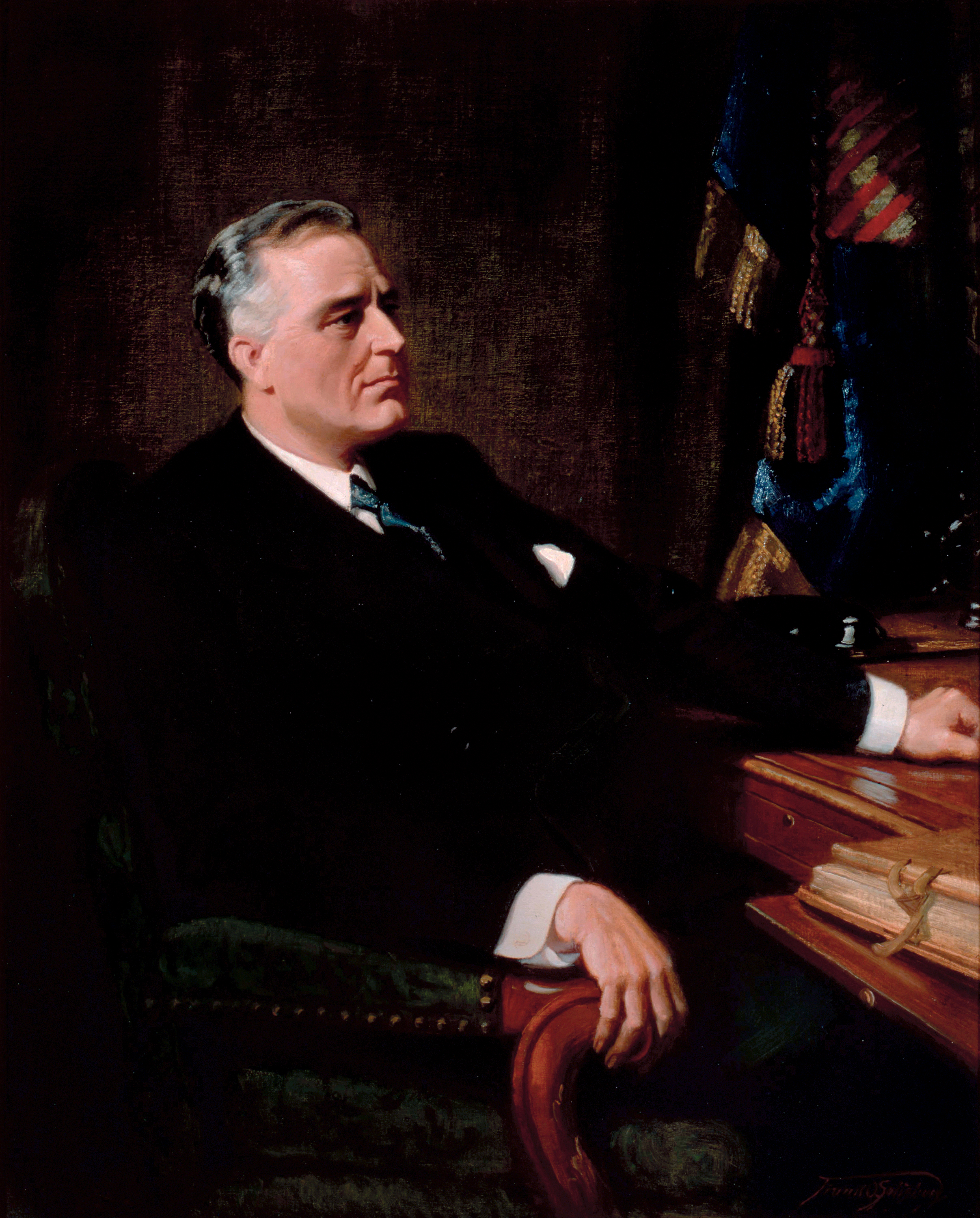
رئیس‌جمهور ایالات متحده، فرانکلین دلانو روزولت، نقاشی پرتره توسط فرانسیس اون سالیسبوری، ۱۹۴۷

جایزه چهار آزادی (انگلیسی: Four Freedoms Award) جایزه‌ای است که سالانه به زنان و مردانی اهداء می‌شود که خود را متعهد به سخنرانی فرانکلین دلانو روزولت، رئیس‌جمهور ایالات متحده می‌دانند که در آن بر آزادی‌های چهارگانه اصرار ورزید. این چهار حق لازم و اساسی عبارتند از آزادی بیان، آزادی ادیان، آزادی از نیاز و آزادی از ترس. وی این سخنرانی را در ششم ژانویه ۱۹۴۶ با تأکید بر آزادی‌ها در برابر کنگره آمریکا ایراد کرد. روزولت در این سخنرانی از حقوقی صحبت می‌کند که در همه‌جای جهان باید از آن‌ها محافظت شود.
اهدای این جایزه همه ساله در نیویورک توسط مؤسسه روزولت برای آمریکایی‌ها، میدل‌بورخ و هلند و مؤسسه روزولت مطالعات آمریکا برای غیرآمریکاییان انجام می‌گیرد.

## تاریخچه
جایزه چهار آزادی برای اولین بار در سال ۱۹۸۲ میلادی در جشن تولد صدسالگی رئیس‌جمهور روزولت و همچنین به مناسبت دویستمین سالگرد روابط دیپلماتیک بین ایالات متحده آمریکا و هلند اهداء شد. این جوایز برمبنای سخنرانی تاریخی رئیس‌جمهور روزولت که روی چهار آزادی زیر تأکید کرده، بنیانگذاری شده‌است:
1. آزادی بیان
2. آزادی مذهب
3. آزادی از نیاز
4. آزادی از ترس

برای هرکدام از چهار جایزه آزادی یک سمبل در نظر گرفته‌شد که منجمله می‌توان از مدال ویژه آزادی. در سال‌های ۱۹۹۰، ۱۹۹۵، ۲۰۰۳ و ۲۰۰۴ نیز به عنوان جوایز ویژه نام برد.
در سالهایی که جوایز توزیع می‌شد جوایز شهروندان یا نهادهای آمریکایی توسط مؤسسه فرانکلین و الینور روزولت در شهر نیویورک اهداء می‌شد، البته پیش از آن برنامه اهدای جوایز شهروندان و نهادهای آمریکایی در هاید پارک، نیویورک برگزار می‌شد. در سال‌های پیشین هم، مراسم اهدای جوایز در میدل‌بورخ هلند برگزار می‌شد و غیرآمریکایی‌ها در آن جا جایزه خود را دریافت می‌کردند. انتخاب شهر میدل‌بورخ به این دلیل است که گفته می‌شود محل تولد خانوادگی روزولت بوده و توسط خانواده او که ریشه هلندی داشتند انتخاب شده‌است.

## جوایز

### مدال آزادی
| سال  | میدل‌بورخ                            | عکس | سال  | هاید پارک (حوزه سرشماری)، نیویورک | عکس |
| ---- | ----------------------------------- | --- | ---- | --- | --- |
| ۱۹۸۲ | یویلیانای هلند                      |     | ۱۹۸۳ | آورل هریمن |     |
| ۱۹۸۴ | هارولد مک‌میلان                      |     | ۱۹۸۵ | کلود پپر |     |
| ۱۹۸۶ | ساندرو پرتینی                       |     | ۱۹۸۷ | تیپ اونیل |     |
| ۱۹۸۸ | هلموت اشمیت                         |     | ۱۹۸۹ | ویلیام جی برینان |     |
| ۱۹۹۰ | واتسلاف هاول و ژاک دولور            |     | ۱۹۹۱ | تورگود مارشال |     |
| ۱۹۹۲ | خاویر پرز دکوئیار                   |     | ۱۹۹۳ | سایروس ونس |     |
| ۱۹۹۴ | دالایی لاما                         |     | ۱۹۹۵ | رئیس‌جمهورجیمی کارتر |     |
| ۱۹۹۶ | خوآن کارلوس اول اسپانیا             |     | ۱۹۹۷ | کاترین گراهام |     |
| ۱۹۹۸ | مری رابینسون                        |     | ۱۹۹۹ | تد کندی |     |

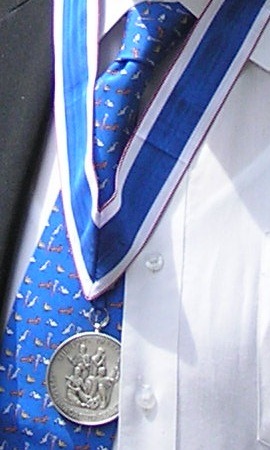
یکی از مدالها

| ۲۰۰۰ | مارتی آهتیساری                      |     | ۲۰۰۱ | به نمایندگی از جانبازان جنگ دوم جهانی - ریچارد وینترز (نیروهای مسلح ایالات متحده آمریکا) - رابرت یوجین بوش (نیروی دریایی ایالات متحده آمریکا) - ویلیام تدی کچام (سپاه تفنگداران دریایی ایالات متحده آمریکا) - لی آرچر (خلبان). (نیروی هوایی ایالات متحده آمریکا) - الن بوکلی (سپاه پرستاران نیروی دریایی ایالات متحده) |     |
| ۲۰۰۲ | نلسون ماندلا                        |     | ۲۰۰۳ | جرج جی. میچل |     |
| ۲۰۰۴ | کوفی عنان                           |     | ۲۰۰۵ | بیل کلینتون |     |
| ۲۰۰۶ | محمد البرادعی                       |     | ۲۰۰۷ | کارل لیون و ریچارد لوگر |     |
| ۲۰۰۸ | ریشارد فون وایتسکر                  |     | ۲۰۰۹ | هیلاری کلینتون |     |
| ۲۰۱۰ | دادگاه حقوق بشر اروپا               |     | ۲۰۱۱ | روس فینگلد |     |
| ۲۰۱۲ | لوئیس ایناسیو لولا دا سیلوا         |     | ۲۰۱۳ | وندل بری |     |
| ۲۰۱۴ | نهضت بین‌المللی صلیب سرخ و هلال احمر |     | ۲۰۱۵ | روث بیدر گینزبرگ |     |
| ۲۰۱۶ | آنگلا مرکل                          |     | ۲۰۱۷ | هری بلافونته |     |

### آزادی بیان

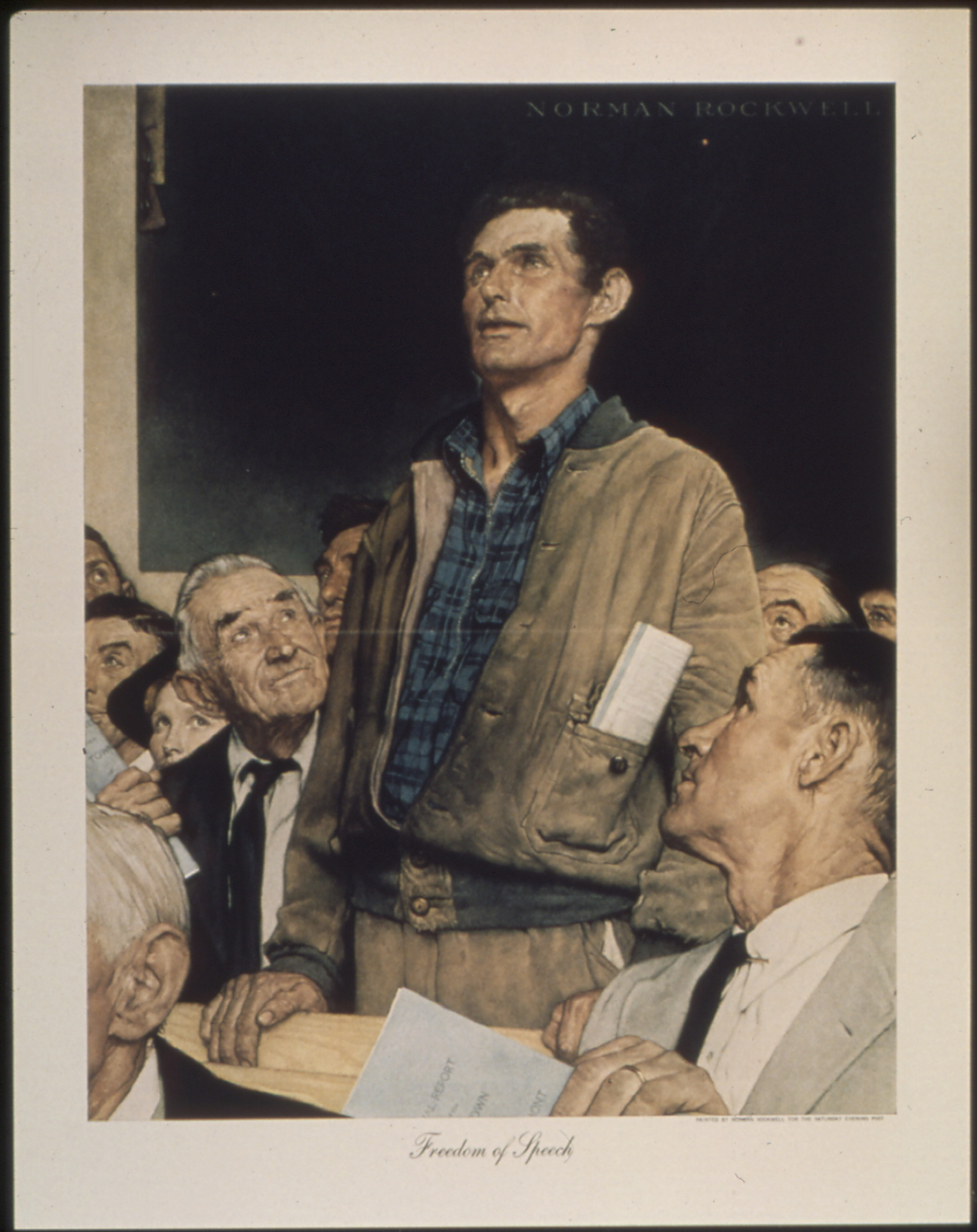
آزادی بیان, نقاشی از نورمن راکول ۱۹۴۳

یکم: آزادی بیان - در هرجایی از جهان. — روزولت، ۶ ژانویه ۱۹۴۱
| سال  | میدل‌بورخ                      | سال  | هایدپارک، نیویورک                            |
| ---- | ----------------------------- | ---- | -------------------------------------------- |
| ۱۹۸۲ | مکس ون در استول               | ۱۹۸۳ | جوزف لوئیس روه، جونیور                       |
| ۱۹۸۴ | عفو بین‌الملل                  | ۱۹۸۵ | کنت و میمی کلارک                             |
| ۱۹۸۶ | البایس                        | ۱۹۸۷ | هربرت بلوک                                   |
| ۱۹۸۸ | الن جانسون سیرلیف             | ۱۹۸۹ | والتر کرونکیت                                |
| ۱۹۹۰ | نو آوارد                      | ۱۹۹۱ | جیمز استرون                                  |
| ۱۹۹۲ | مستیسلاف روستروپوویچ          | ۱۹۹۳ | آرتور میلر                                   |
| ۱۹۹۴ | ماریون دانوف                  | ۱۹۹۵ | مری مک گرری                                  |
| ۱۹۹۶ | جان هیوم                      | ۱۹۹۷ | سیدنی یاتس                                   |
| ۱۹۹۸ | سی‌ان‌ان                        | ۱۹۹۹ | جان لویس                                     |
| ۲۰۰۰ | برونیسواف گرمک                | ۲۰۰۱ | نیویورک تایمز and the Ochs/Sulzberger Family |
| ۲۰۰۲ | رادیو اروپای آزاد/رادیو آزادی | ۲۰۰۳ | استادز ترکل                                  |
| ۲۰۰۴ | لنارت مری                     | ۲۰۰۵ | تام بروکا                                    |
| ۲۰۰۶ | کارلوس فوئنتس                 | ۲۰۰۷ | بیل مویرز                                    |
| ۲۰۰۸ | اخضر ابراهیمی                 | ۲۰۰۹ | آنتونی رومرو                                 |
| ۲۰۱۰ | نوایا گازتا                   | ۲۰۱۱ | مایکل جی. کاپس                               |
| ۲۰۱۲ | الجزیره (شبکه خبری)           | ۲۰۱۳ | پل کروگمن                                    |
| ۲۰۱۴ | مریم درانی                    | ۲۰۱۵ | آرتور میشل                                   |
| ۲۰۱۶ | مازن درویش                    | ۲۰۱۷ | دن راتر                                      |
| ۲۰۱۸ | ارول اوندراوغلو               |      |                                              |

|  |  |  |  |

### آزادی پرستش

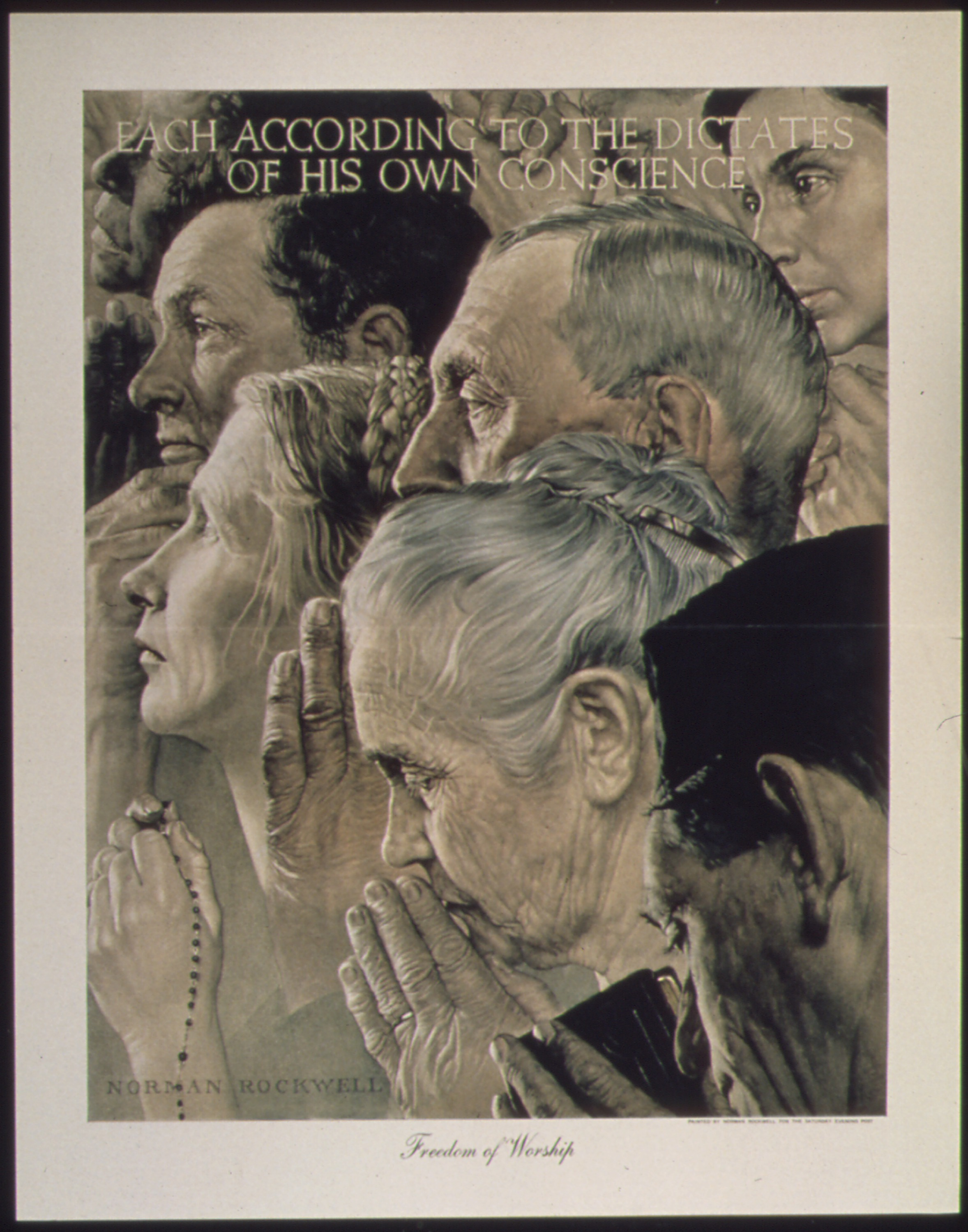
«آزادی پرستش», نقاشی ازنورمن راکول ۱۹۴۳

دوم: هرکس آزاد است که در هرجایی از جهان، خداوند را به شیوه خودش پرستش کند.— روزولت، ۶ ژانویه ۱۹۴۱
| سال  | میدل‌بورخ                                                     | سال  | هایدپارک، نیویورک                               |
| ---- | ------------------------------------------------------------ | ---- | ----------------------------------------------- |
| ۱۹۸۲ | ویلیام آدولف ویسرت هوفت                                      | ۱۹۸۳ | کورتا اسکات کینگ                                |
| ۱۹۸۴ | ورنر لیچ و بیرز ناودی                                        | ۱۹۸۵ | الی ویزل                                        |
| ۱۹۸۶ | برناردوس آلفرینک                                             | ۱۹۸۷ | لئون سولیوان                                    |
| ۱۹۸۸ | تدی کولک                                                     | ۱۹۸۹ | رافائل لمکین (پس از مرگ) و کمیته یهودیان آمریکا |
| ۱۹۹۰ | لاسزو توکیس                                                  | ۱۹۹۱ | پاول مور جونیور                                 |
| ۱۹۹۲ | تری وایت                                                     | ۱۹۹۳ | تئودور هزبورگ، مجمع صلیب مقدس                   |
| ۱۹۹۴ | گرهارت موریتز ریگنر                                          | ۱۹۹۵ | اندرو یانگ                                      |
| ۱۹۹۶ | لرد رونسی                                                    | ۱۹۹۷ | ویلیام هربرت گری (نماینده کنگره)                |
| ۱۹۹۸ | دزموند توتو                                                  | ۱۹۹۹ | ماری کورین موریسون کلایبورن بوگ                 |
| ۲۰۰۰ | سیسی ساندرز                                                  | ۲۰۰۱ | جانی کار                                        |
| ۲۰۰۲ | نصر حامد ابوزید                                              | ۲۰۰۳ | رابرت فردریک دینان                              |
| ۲۰۰۴ | سری نسیبه                                                    | ۲۰۰۵ | کرنل وست                                        |
| ۲۰۰۶ | انجمن تایز                                                   | ۲۰۰۷ | پیتر جان گومز                                   |
| ۲۰۰۸ | کارن آرمسترانگ                                               | ۲۰۰۹ | ایبو پاتل                                       |
| ۲۰۱۰ | عاصمه جهانگیر                                                | ۲۰۱۱ | کشیش بری دبلیو لین                              |
| ۲۰۱۲ | بارتولومیو یکم قسطنطنیه                                      | ۲۰۱۳ | سیمون کمپبل                                     |
| ۲۰۱۴ | شاهزاده حسن بن طلال                                          | ۲۰۱۵ | ویلیام باربر دوم                                |
| ۲۰۱۶ | جودونی انزاپایندا، عمر کبین لایاما و نیکلاس گوئرکویام گبانگو | ۲۰۱۷ | کشیش استیو استون و بشار آ شل                    |
| ۲۰۱۸ | پاراید تابان                                                 |      |                                                 |

|  |  |  |  |

### آزادی از نیاز

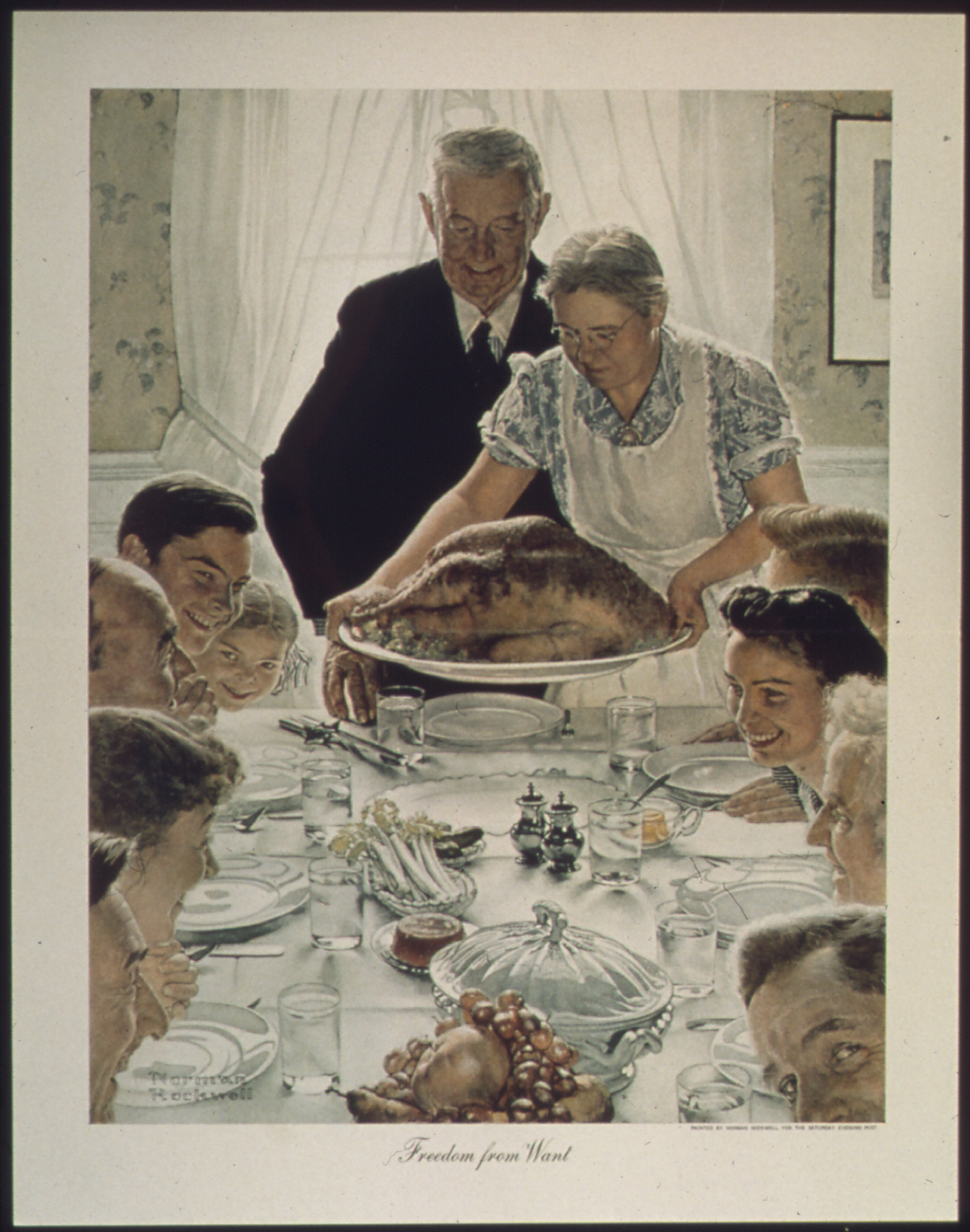
آزادی از فقر نقاشی از نورمن راکول ۱۹۴۳

سوم: آزادی از نیاز، که به زبان ساده، به معنای تأمین نیاز اقتصادی که یک زندگی امن و سالم را برای هر ملتی در زمان صلح، در هرجای جهان تأمین کند. — روزولت، ۶ ژانویه ۱۹۴۱
| سال  | میدل‌بورخ                    | سال  | هایدپارک، نیویورک                 |
| ---- | --------------------------- | ---- | --------------------------------- |
| ۱۹۸۲ | یوهان ویتوین                | ۱۹۸۳ | رابرت مک‌نامارا                    |
| ۱۹۸۴ | لیو اولمان                  | ۱۹۸۵ | جان کنت گالبرایت                  |
| ۱۹۸۶ | فرانک برادفورد مورس         | ۱۹۸۷ | مری لسکر                          |
| ۱۹۸۸ | هلفدن تئودور مالر           | ۱۹۸۹ | دروتی هیت                         |
| ۱۹۹۰ | امیل ون لنپ                 | ۱۹۹۱ | پل نیومن و جوآن وودوارد           |
| ۱۹۹۲ | یان تینبرگن                 | ۱۹۹۳ | یونیس کندی شرایور و سارجنت شرایور |
| ۱۹۹۴ | ساداکو اوگاتا               | ۱۹۹۵ | لین کریکلند                       |
| ۱۹۹۶ | پزشکان بدون مرز             | ۱۹۹۷ | مارک هتفیلد                       |
| ۱۹۹۸ | استفان هسل                  | ۱۹۹۹ | جرج مک‌گاورن                       |
| ۲۰۰۰ | منکومبو سمباسوان سوامیناتان | ۲۰۰۱ | مارس دیمز                         |
| ۲۰۰۲ | گرو هارلم بروندلاند         | ۲۰۰۳ | دولورس هوارتا                     |
| ۲۰۰۴ | مارگارت بارانکیتس           | ۲۰۰۵ | مارشا جی ایونز                    |
| ۲۰۰۶ | محمد یونس، گرامین بانک      | ۲۰۰۷ | باربارا ارنرایک                   |
| ۲۰۰۸ | جان اگلند                   | ۲۰۰۹ | ویکی اسکارا                       |
| ۲۰۱۰ | موریس فردریک استرانگ        | ۲۰۱۱ | ژاکلین نووگراث                    |
| ۲۰۱۲ | الا بات                     | ۲۰۱۳ | ائتلاف کارگران ایموکالی           |
| ۲۰۱۴ | حوا عبدی                    | ۲۰۱۵ | الوفانمیلایو اپاده                |
| ۲۰۱۶ | دنیس موک‌وگه                 | ۲۰۱۷ | آی جن پو                          |
| ۲۰۱۸ | امانوئل د مروده             |      |                                   |

|  |  |  |  |

### آزادی از ترس
چهارم: آزادی از ترس - که به زبان ساده به معنای کاهش گسترش تسلیحات است به گونه‌ای که در هرجای جهان، هیچ کشوری نتواند همسایه خود را مورد تعدی و تجاوز قرار دهد. — روزولت، ۶ ژانویه ۱۹۴۱
روزولتء ۶ ژانویه ۱۹۴۱
| سال  | میدل‌بورخ                          | سال  | هایدپارک، نیویورک |
| ---- | --------------------------------- | ---- | --- |
| ۱۹۸۲ | جان هرمن ون روین                  | ۱۹۸۳ | یاکوب یاویتس |
| ۱۹۸۴ | برایان اوکهرت                     | ۱۹۸۵ | ایزیدور ایزاک رابی |
| ۱۹۸۶ | اولاف پالمه (بعد از مرگ)          | ۱۹۸۷ | جرج اف. کنان |
| ۱۹۸۸ | آرماند هامر                       | ۱۹۸۹ | جیمز ویلیام فولبرایت |
| ۱۹۹۰ | سیمون ویزنتال                     | ۱۹۹۱ | مایک منزفیلد |
| ۱۹۹۲ | پیتر کرینگتون                     | ۱۹۹۳ | George Ball |
| ۱۹۹۴ | زدرافکو گربو                      | ۱۹۹۵ | الیوت ریچاردسون |
| ۱۹۹۶ | شیمون پرز                         | ۱۹۹۷ | دانیل اینوی |
| ۱۹۹۸ | کریگ کیلبورگر                     | ۱۹۹۹ | رابرت مولر |

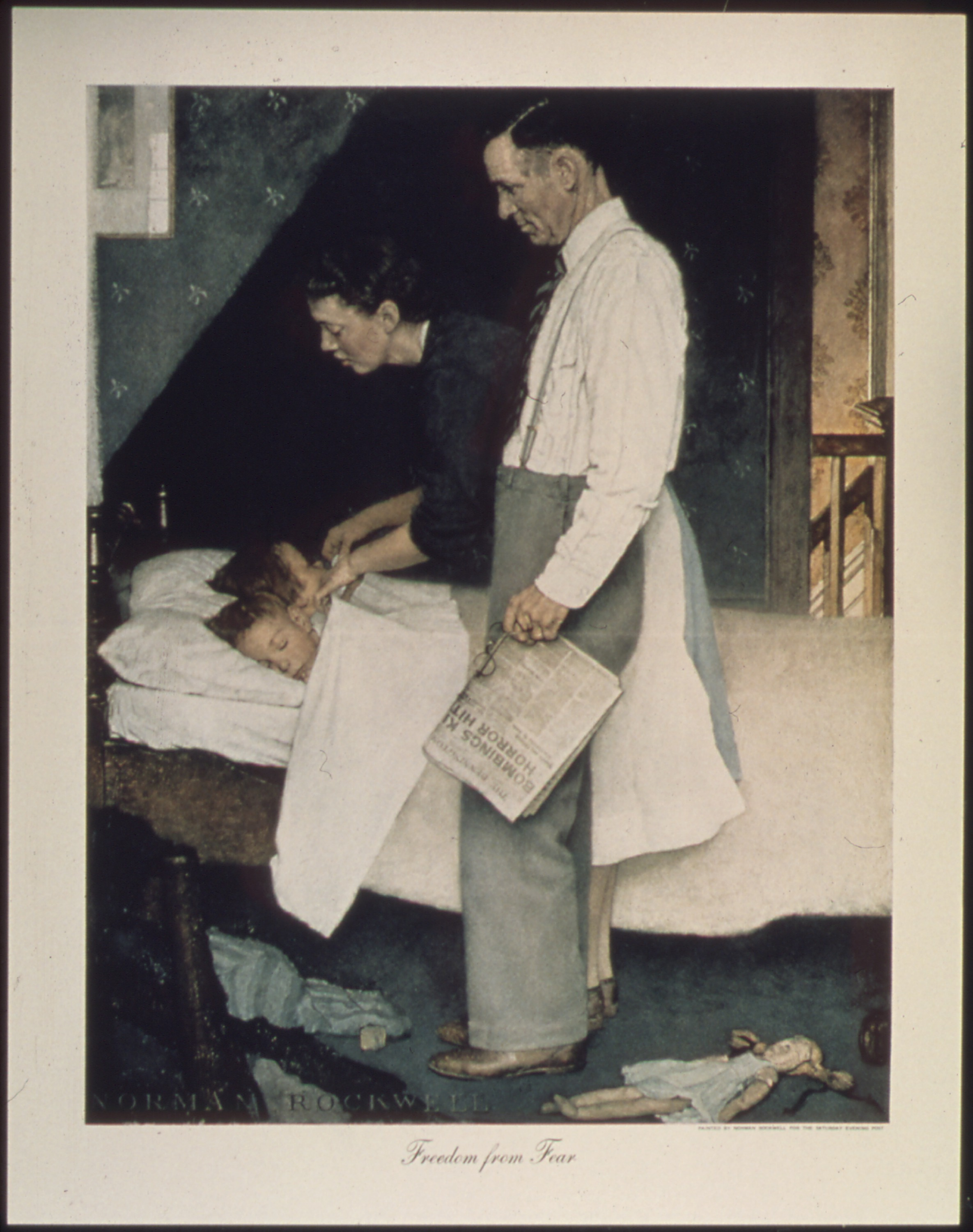
آزادی از ترس, نقاشی از نورمن راکول ۱۹۴۳

| ۲۰۰۰ | لوییز آربور                       | ۲۰۰۱ | جانبازان بعنوان نماینده جنگ جهانی دوم - ریچارد وینترز (نیروی زمینی ایالات متحده آمریکا) - رابرت یوجین بوش (نیروی دریایی ایالات متحده آمریکا) - ویلیام کچام (سپاه تفنگداران دریایی ایالات متحده آمریکا) - لی آرچر (خلبان). (نیروی هوایی ایالات متحده آمریکا) - الن بوکلی (پرستاری ارتش ایالات متحده آمریکا) |
| ۲۰۰۲ | ارنستو سدی‌یو                      | ۲۰۰۳ | رابرت سی. برد |
| ۲۰۰۴ | ماکس کوهناستام                    | ۲۰۰۵ | لی هربرت همیلتون و تامز کین |
| ۲۰۰۶ | آنگ سان سو چی                     | ۲۰۰۷ | برنت اسکاوکرافت |
| ۲۰۰۸ | ویلیماین ورلوپ - کودک جنگ (خیریه) | ۲۰۰۹ | پاسکوال جی دامورو |
| ۲۰۱۰ | گارت ایوانز (سیاستمدار)           | ۲۰۱۱ | بریان استیونسون |
| ۲۰۱۲ | حسین شهرستانی                     | ۲۰۱۳ | آمینا متیوز |
| ۲۰۱۴ | ملاله یوسف‌زی                      | ۲۰۱۵ | نیشن |
| ۲۰۱۶ | دیدبان حقوق بشر                   | ۲۰۱۷ | کریستینا جیمنز مورتا |
| ۲۰۱۸ | اورمیلا چادری                     |      | |

|  |  |  |  |

### جایزه‌های ویژه
| ۱۹۸۴ | سیمون وی (سیاستمدار) (جایزه صدسالگی) | ۲۰۰۲ | ویلیام وندن هیوول    | ۲۰۰۵ | سرویس بی‌بی‌سی جهانی |
| ۱۹۹۰ | میخائیل گورباچف                      | ۲۰۰۳ | آرتور شلسینگر جونیور | ۲۰۰۵ | مری سوئمس          |
| ۱۹۹۵ | جوناس سالک                           | ۲۰۰۴ | آنتون روپرت          | ۲۰۰۶ | مایک والاس         |
| ۱۹۹۵ | رود لوبرس                            | ۲۰۰۴ | باب دول              | ۲۰۰۸ | فارست چرچ          |

|  |  |  |  |